# Parattah
Parattah är en ort i Australien. Den ligger i kommunen Southern Midlands och delstaten Tasmanien, i den sydöstra delen av landet, omkring 59 kilometer norr om delstatshuvudstaden Hobart.
Runt Parattah är det mycket glesbefolkat, med 2 invånare per kvadratkilometer.. Närmaste större samhälle är Oatlands, nära Parattah. 
Trakten runt Parattah består i huvudsak av gräsmarker. Genomsnittlig årsnederbörd är 663 millimeter. Den regnigaste månaden är november, med i genomsnitt 80 mm nederbörd, och den torraste är februari, med 38 mm nederbörd.